# HD 75605
HD 75605，又名CD-32 5770，SAO 199678、HR 3512，是一颗恒星，视星等为5.21，位于銀經255.49，銀緯7.05，其B1900.0坐标为赤經8h 45m 47.7s，赤緯-32° 7.05′ 25″。